# 豪生酒店
豪生酒店（英語：或）是一家總部位於美國的全球连锁酒店和汽车旅馆。它由霍华德·德林·约翰逊创立，在1960年代和1970年代一度是美国最大的餐饮连锁店，擁有超過1000間公司自有和特許經營企業。
豪生酒店现在是温德姆酒店集团的一部分。豪生餐廳從1986年開始與酒店品牌分開特許經營，但在隨後的幾年裡，數量嚴重縮減。位於紐約州喬治湖的最後一間餐廳於2022年關閉。

## 外部鏈接
- 官方网站